# Piotr Szczęsny

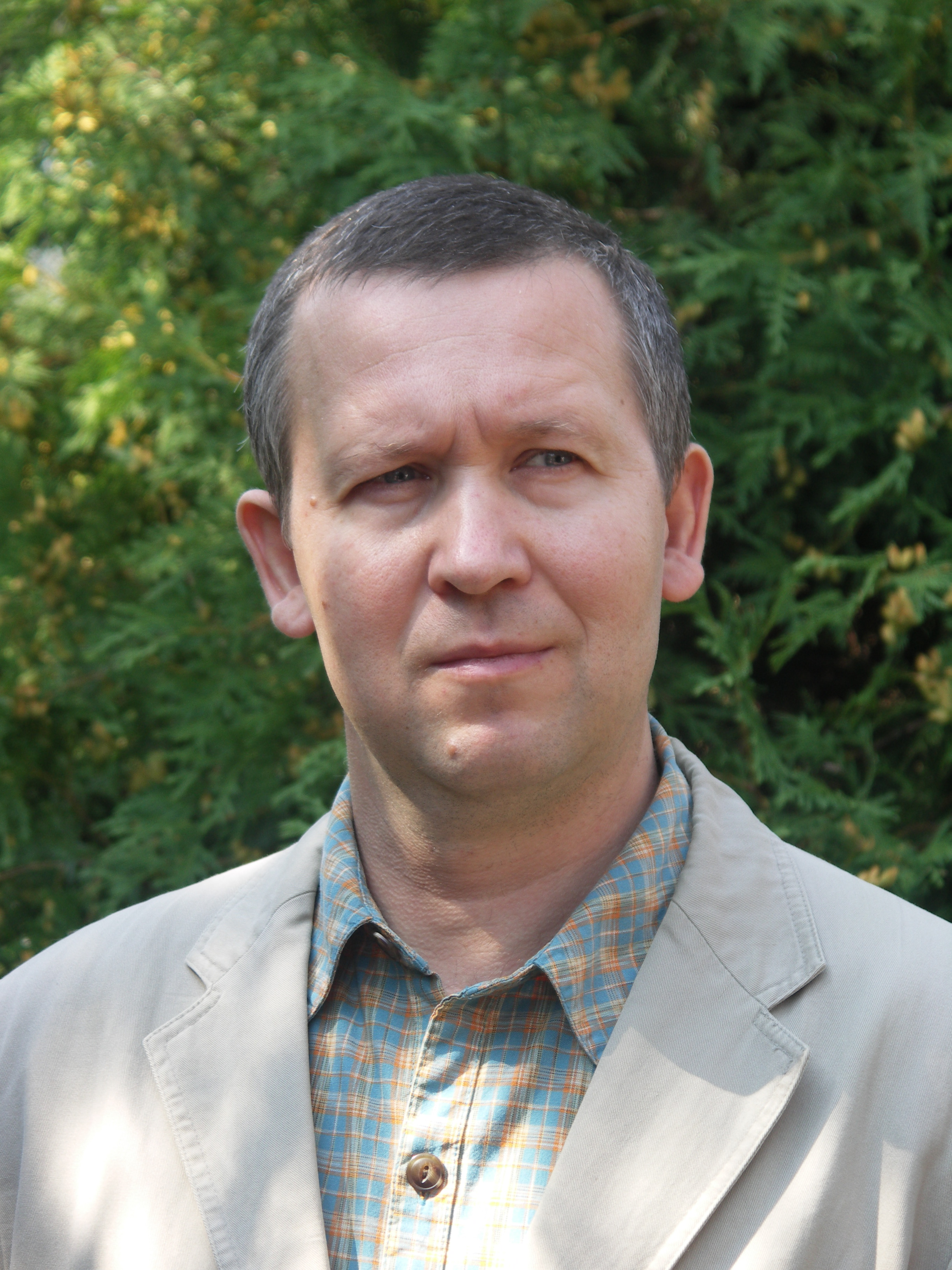
Piotr Szczęsny

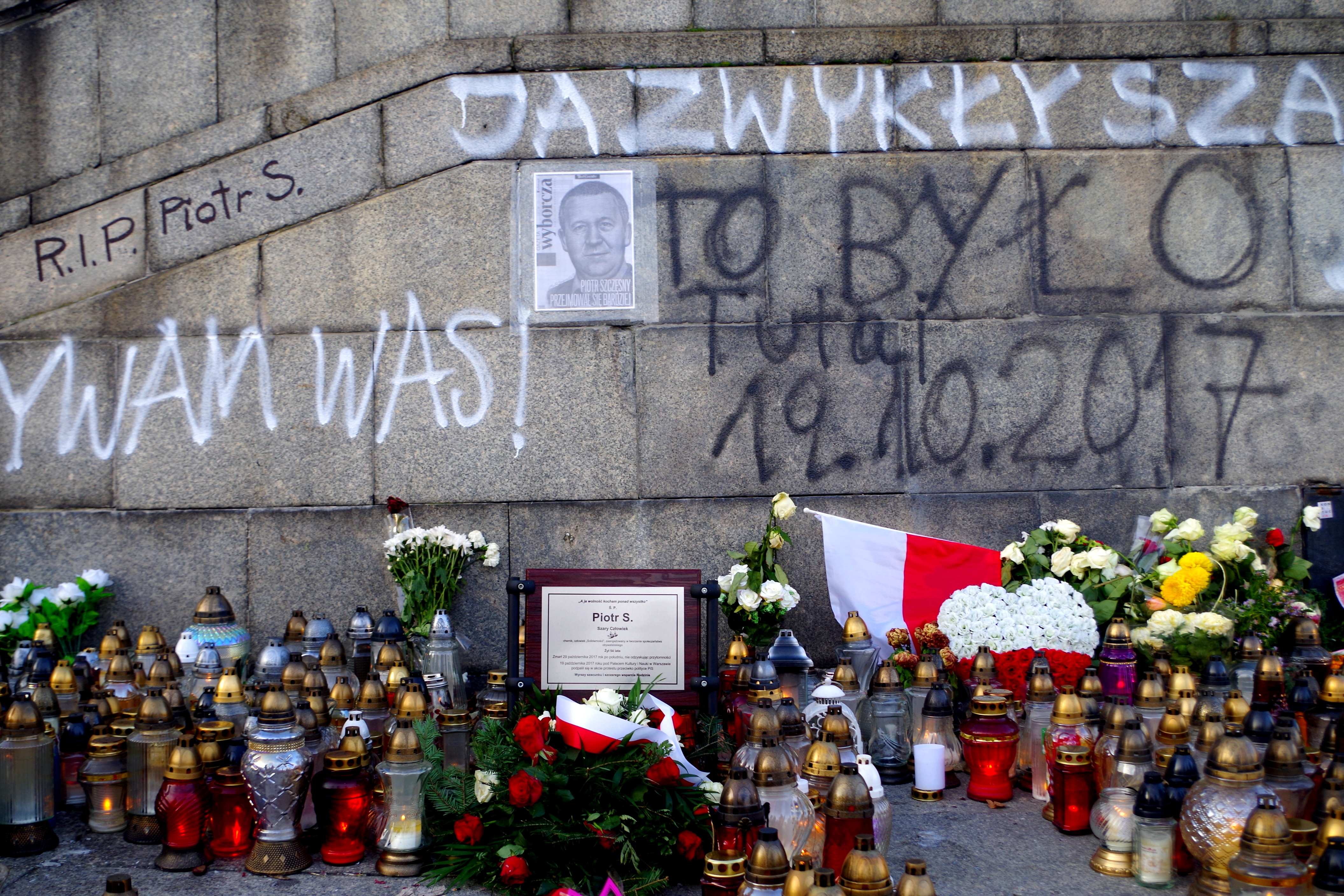
Blumen und Grablichter an der Stelle der Selbstverbrennung, wenige Tage nach Szczęsnys Tod

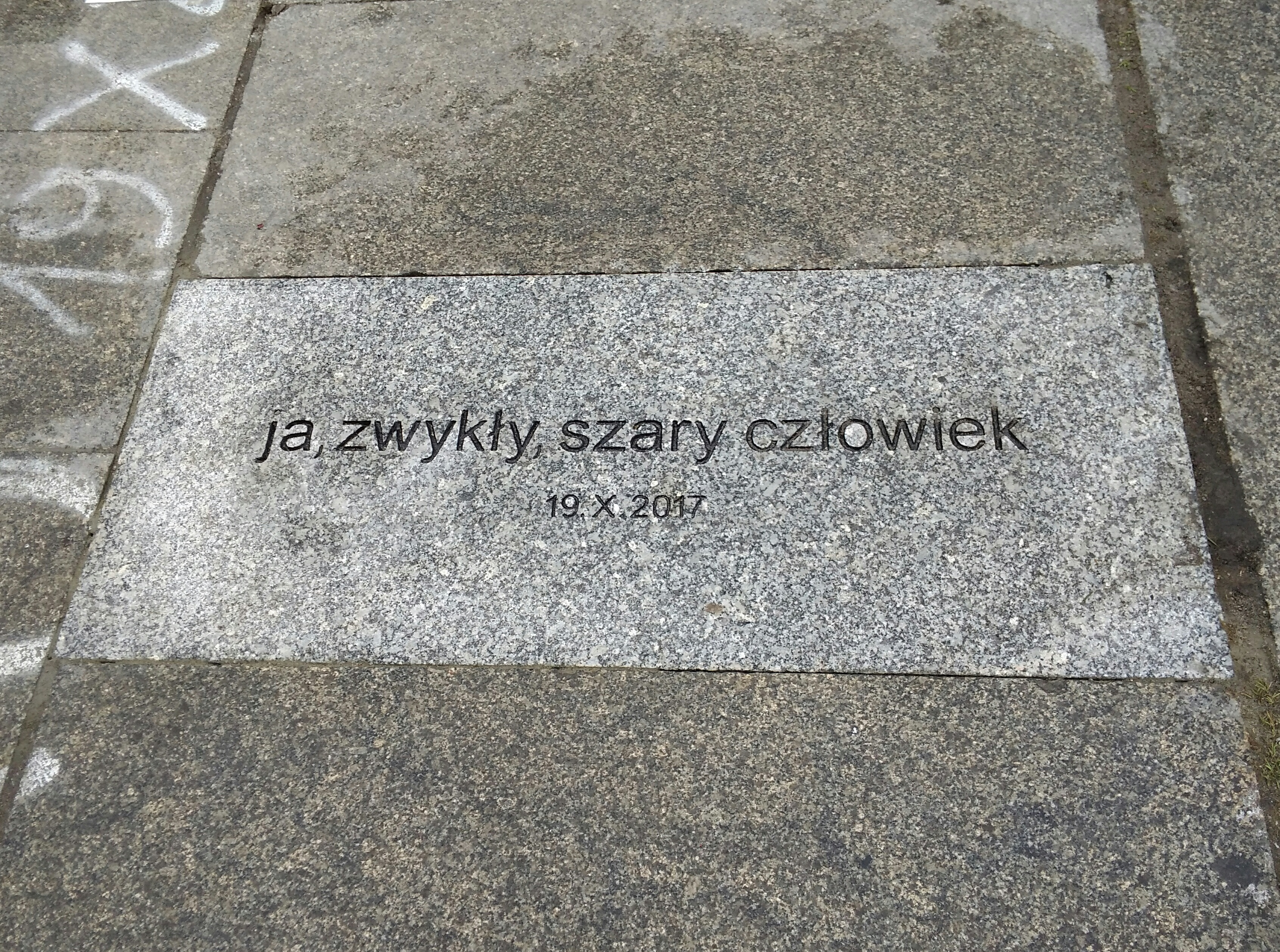
Gedenktafel neben der Ehrentribüne des Kulturpalastes:
„Ich, der gewöhnliche, graue Mensch“

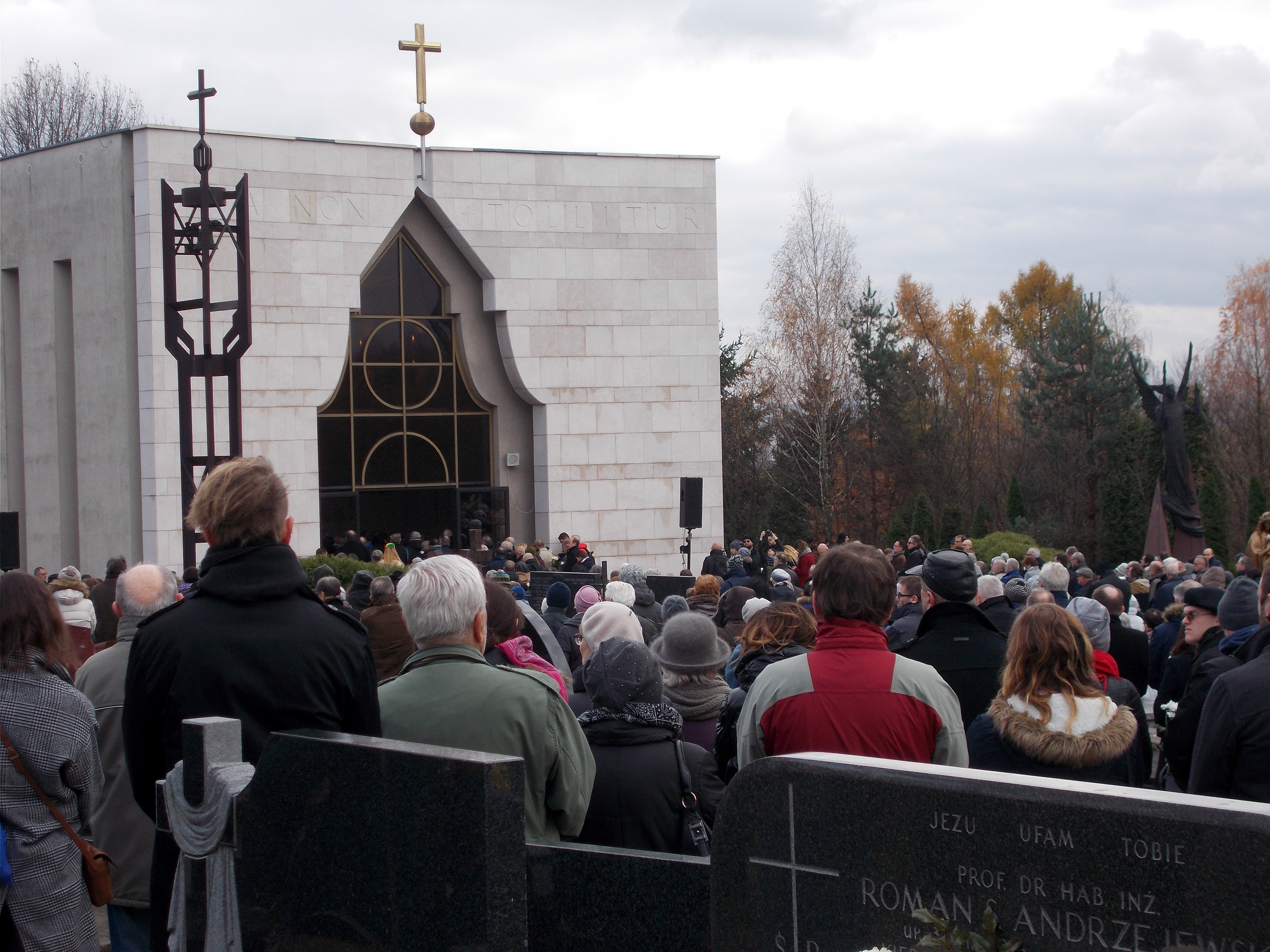
Begräbnis Szczęsnys auf dem Krakauer Salwatorfriedhof

Piotr Paweł Szczęsny (* 6. Juli 1963 in Krakau; † 29. Oktober 2017 in Warschau) war ein polnischer Chemiker und Mitglied der polnischen Mensa-Gesellschaft. Internationale Bekanntheit erlangte er durch seine Selbstverbrennung aus Protest gegen die Politik der damaligen Regierung unter Beata Szydło.

## Leben
Szczęsny wuchs in Białystok auf und studierte nach dem Abitur Chemie an der Jagiellonen-Universität in Krakau. Nach seinem Abschluss arbeitete er dort zunächst als wissenschaftliche Hilfskraft und begann zeitgleich eine Promotion. Zudem war er im Unabhängigen Studentenverband „NZS“ sowie der freien Gewerkschaft „Solidarność“ aktiv. Nach dem Ende des Realsozialismus in Polen und dem darauffolgenden Systemwechsel brach er die Promotion ab und gründete 1989 einen Verlag für naturwissenschaftliche Fachliteratur. Ab 1994 arbeitete er unter anderem als Berater und Informatiker für die Behörde der Vereinigten Staaten für internationale Entwicklung und war von 2000 bis 2016 Vorstandsvorsitzender einer Gesellschaft für berufliche Weiterbildung.
Mit seiner Ehefrau, einer Pharmazeutin, lebte Szczęsny im Krakauer Vorort Niepołomice. Der als hochbegabt geltende Mann war Vater zweier erwachsener Kinder und Autor zahlreicher Ratgeber- und Sachbücher.

## Selbstverbrennung und Folgen
Gegen 16 Uhr des 19. Oktober 2017 positionierte Szczęsny auf dem Plac Defilad vor dem Kulturpalast in Warschau einen Lautsprecher, über den er das Lied Kocham Wolność (zu Deutsch Ich liebe die Freiheit) der polnischen Rockband Chłopcy z Placu Broni abspielte. Anschließend verteilte er selbstverfasste Flugblätter mit fünfzehn Kritikpunkten an der damals gerade zwei Jahre regierenden Partei „Prawo i Sprawiedliwość“ (PiS) von Jarosław Kaczyński. Der Text auf den Flugblättern war in präziser Sprache verfasst und frei von Schimpfwörtern. Szczęsny warf darin Ministerpräsidentin Beata Szydło und der PiS unter anderem vor, Bürgerrechte einzuschränken, die Verfassung zu brechen und die unabhängige Justiz zu zerstören. Kurz darauf wiederholte er die in den Flugblättern erwähnte Kritik über ein Megafon, übergoss sich mit einer brennbaren Flüssigkeit und setzte sich selbst in Flammen, wobei er Protestuję! (zu Deutsch Ich protestiere!) schrie.
Die Warschauer Stadtratsabgeordnete Paulina Piechna-Wieckiewicz (Mitglied der Partei „Lewica“) sah Szczęsny brennen, als sie aus einer Veranstaltung im Kulturpalast kam. Mehrere Passanten versuchten, das Feuer zu löschen und verständigten einen Krankenwagen. Szczęsny, der jedoch noch an Ort und Stelle das Bewusstsein verloren hatte, starb zehn Tage später im Krankenhaus an den Folgen der Selbstverbrennung. Piechna-Wieckiewicz veröffentlichte unmittelbar nach der Tat das Flugblatt Szczęsnys auf Twitter. In den polnischen Medien, die seinem Fall viel Aufmerksamkeit schenkten, wurde Szczęsny bis zum 2. November 2017 gemäß seiner eigenen Wortwahl aus dem Flutblatt zunächst als Szary Człowiek, also zu Deutsch gewöhnlicher, grauer Mensch oder anonymisiert Piotr S. bezeichnet. Erst danach wurde sein Familienname bekanntgegeben. Seine Selbstverbrennung löste eine breite Debatte in der polnischen Öffentlichkeit aus.
Am Ort des Geschehens trafen sich an den folgenden Tagen Hunderte Menschen. Jemand sprühte „To było tutaj. 19.10.2017” (deutsch: „Es war hier. 19. Oktober 2017“) neben die Stelle der Selbstverbrennung. Das Graffito wurde am nächsten Tag allerdings vom Warschauer Ordnungsamt entfernt, dann aber wieder von Passanten erneuert. Das ging mehrmals hin und her, bis die Polizei Strafmandate verteilte. Dennoch wurden immer mehr Graffiti und sogar eine offiziell wirkende Plakette angebracht. Aktivisten verbreiteten Kopien des Flugblattes Szczęsnys und stellten Hunderte Kerzen vor dem Kulturpalast auf. Es folgten mehrere von der Publizistin Maria Janion, der Schauspielerin Maja Komorowska und dem Geistlichen Wojciech Lemański organisierte Protestkundgebungen vor der Parteizentrale der PiS und Kaczyńskis persönlichem Wohnsitz, bei denen aus Szczęsnys Flugblatt vorgelesen wurde.
Wie er selbst in seinem Flugblatt schrieb, und wie auch von seiner Familie bestätigt wurde, litt Szczęsny mehrere Jahre unter einer Depression und war deswegen in psychiatrischer Behandlung. Er bat jedoch darum, die Tat nicht mit seiner Krankheit in Verbindung zu bringen. Auch war Szczęsny weder Mitglied einer politischen Partei, noch an einer politischen Aktion der damaligen polnischen Opposition beteiligt. Seine Selbstverbrennung steht in einer Tradition von identischen Taten als politischem Protest, wie zum Beispiel von Hartmut Gründler, Oskar Brüsewitz, Jan Palach, Thích Quảng Đức, Jan Zajíc oder Szczęsnys Landsmann Ryszard Siwiec.
Er wurde am 14. November 2017 unter Teilnahme von tausender Trauergäste aus ganz Polen auf dem Krakauer Salwatorfriedhof bestattet. Die Trauerreden hielten der Theologe Adam Boniecki und der Weihbischof Tadeusz Pieronek. Am 19. Oktober 2018 abends versammelten sich vor dem Kulturpalast viele Warschauer, um der Tat Szczęsnys zu gedenken. Zum fünften Jahrestag kam es zu einer erneuten Gedenkveranstaltung unter der Moderation der Schriftstellerin und Schauspielerin Krystyna Janda. An zahlreichen Orten in Polen wurden in den Jahren nach der Selbstverbrennung Gedenkstätten zu Ehren Szczęsnys errichtet.
Am 13. Dezember 2023 verlas der frisch gewählte Ministerpräsident Donald Tusk (Mitglied der Partei „Platforma Obywatelska“, PO) während seiner Regierungserklärung Zitate aus Szczęsnys Flugblatt vor dem versammelten Sejm.